# Sine qua non (вино)
Sine qua non — вино, производимое в долине Напа, штат Калифорния. Основные сорта винограда в купажах — сира и гренаш. Винтаж каждого года разливается в бутылки с уникальным дизайном, который меняется от года к году. Руководит производством энолог Манфред Кранкль. Иногда бренд называют аббревиатурой SQN.
Основатель бренда родился в Австрии. После окончания вуза переехал в Калифорнию, где встретил свою будущую жену Элейн. В США он работал в различных областях, позднее попал в индустрию виноделия в 1989 году. Первый собственный винный релиз он сделал в 1990 году. Идея состояла в том, чтобы делать продукт для собственного ресторана в Калифорнии, который был открыт и управлялся Кранклем. В 1994 году был официально основан бренд Sine qua non. Первый винтаж назывался «Queen of Spades» (англ. Королева пик). Роберт Паркер оценил его в 95 баллов по собственной стобалльной шкале. Он стал самым дорогим релизом вина в истории калифорнийского виноделия. Вино на 100 % состояло из винограда сира. Объём партии был 100 ящиков. Производился напиток на производственных мощностях в Альбане. Спустя три года была построена собственная одноимённая винодельня. С тех пор бренд ежегодно экспериментировал с пропорцией виноградов сира и гренаш, производя уникальные купажи. Кроме состава каждый год менялся и внешний вид бутылок, и название релизов. Дизайн делал сам Манфред, а финальный внешний вид бутылки перекликался с его работами в области живописи. Эксперты считают, что Sine qua non по своим качествам похож на вина из долины реки Рона во Франции. Изначально Кранкль использовал покупной виноград из различных хозяйств, но со временем обзавелся собственными плантациями. Ежегодный объём производимой продукции — около 3500 ящиков.
В 2004 году на одном из аукционов покупатель заплатил рекордные 36 200 долларов за бутылку вина этой марки. Фактически, учитывая комиссию, ему пришлось заплатить 45 000 долларов. Спустя небольшой промежуток времени ещё одна бутылка Sine qua non была продана уже за 58 000 долларов. Такая цена объяснялась отчасти тем фактом, что винодельня произвела всего одну бочку этого продукта.
Вино настаивается в дубовых бочках от 18 до 24 месяцев. Большая часть продукции не поступает в прямую продажу, а распределяется среди коллекционеров по рассылке. В 2018 время ожидания для попадания в список получателей составляло около 9 лет.
Кроме производства Sine qua non Манфред Кранкль делает свое собственное сладкое вино под брендом Mr. K. Также выпускаются небольшие партии розового.